# Umrzeć, a potem wskoczyć na konia
Umrzeć, a potem wskoczyć na konia (fr. Mourir et puis sauter sur son cheval) – powieść obyczajowa autorstwa francuskiego pisarza Davida Bosca, za którą autor otrzymał nagrodę Michel Dentan w 2016 roku.
Tytuł powieści został zaczerpnięty z wiersza pt. Wiersze z Woroneża z 1935 roku, autorstwa Osipa Mandelsztama. Fragment utworu został wykorzystany jako motto powieści. Drugim cytatem poprzedzającym powieść jest fragment wiersza Piłat Jeana Grosjean.
Na okładce pierwszego polskiego wydania umieszczono fotografię pt. The Elopement (pol. Ucieczka). Na zdjęciu Alice Jane Donkin (1851-1929) pozuje stając na gzymsie za oknem.  9 października 1862 roku wykonał je pisarz i późniejszy szwagier Alice Donkin, Lewis Carroll.
Powieść została dedykowana Valérii Baumann, Dominikowi A. Boariu, Myrcie Gondicas i Aurélii Maillard-Despont.
W 2016 roku David Bosc otrzymał nagrodę Michel Dentan za tęże powieść.

## Fabuła. Czas i miejsce akcji
Powieść oparto na dwóch relacjach prasowych opisujących autentyczne zdarzenie (opublikowane w: Daily Express z 4 września 1945 roku i w Sunday Express z 8 września 1945 roku). 3 września 1945 roku 23-letnia malarka Sonia Araquistáin popełniła samobójstwo, skacząc z okna lub z dachu kamienicy w Londynie. 
Większość powieści zajmują zapiski z fikcyjnego dziennika prowadzonego przez Sonię Araquistáin na marginesach posiadanej przez nią książki od 1942 do 1945 roku. Zapiski zawierają luźne obserwacje z życia codziennego w Londynie w czasie II wojny światowej i filozoficzne przemyślenia autorki. Dominującym wątkiem tych rozważań jest próba zdefiniowania czym jest osobista wolność. Wyraźne są też wątki dotyczące sfery erotycznej. W powieści zawarto wiele odniesień do literatury, szczególnie do Biblii i dzieła filozoficznego Tako rzecze Zaratustra.
W posłowiu powieści, autor przyznaje, że pomysł na jej napisanie zrodził się po przeczytaniu notatnika poety Georges’a Heneina. Heinen opisuje w nim pokrótce historię Sonii Araquistáin. W owym czasie samobójstwo było czynem zabronionym i podlegało karze. Według poety, prokurator oskarżający zmarłą malarkę wykorzystał proces jako okazję do skrytykowania szeroko pojętego świata poezji. W odpowiedzi Heinen zaproponował, by złożyć zmarłej międzynarodowy hołd.
David Bosc przyznaje, że jedyne informacje na temat pierwowzoru postaci, jakie posiadał, zaczerpnął z ww. fragmentu dziennika oraz kilku autentycznych relacji prasowych z 1945 roku, z których dwie zamieścił w powieści.

### Sonia Araquistáin

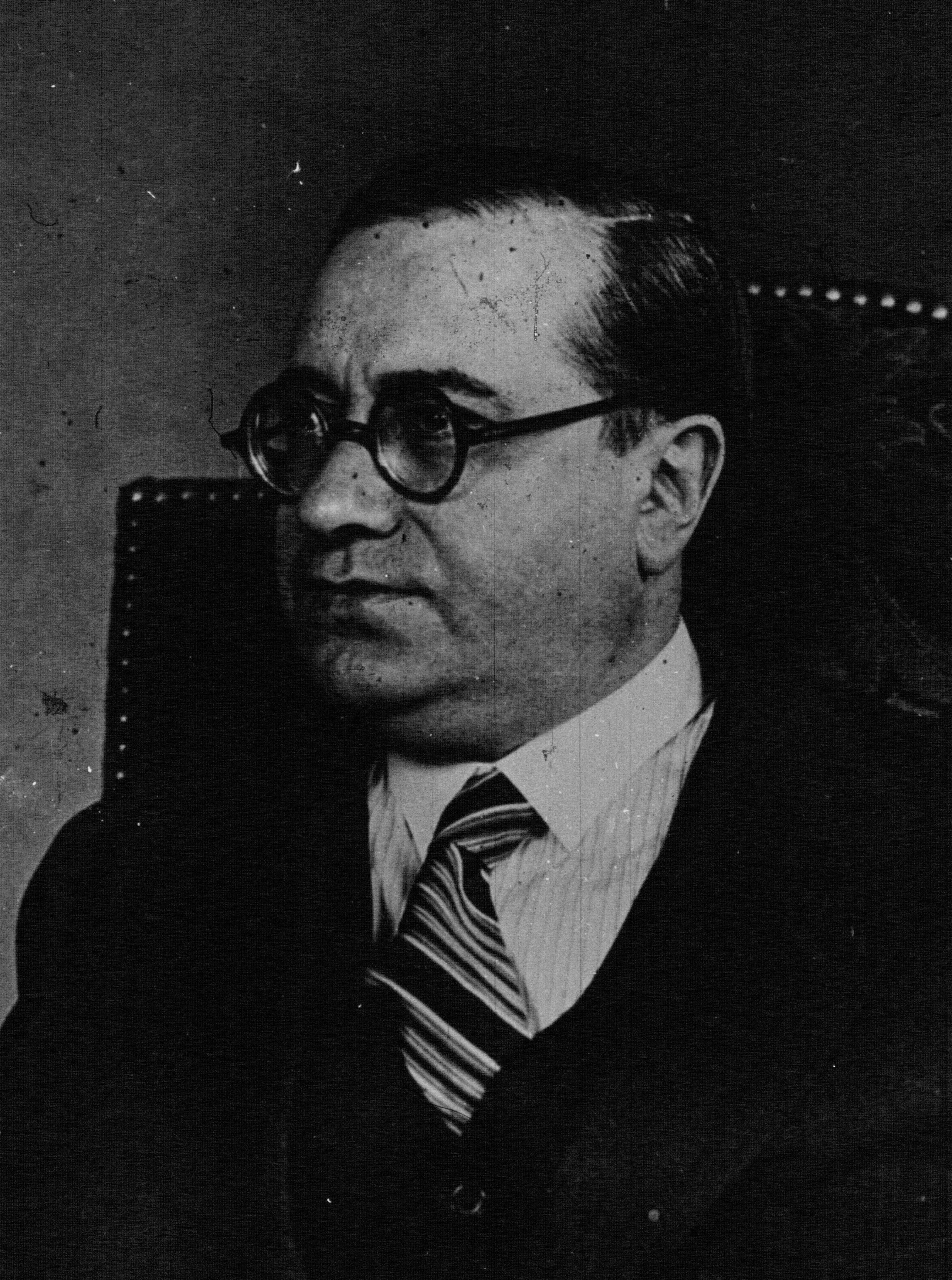
Luis Araquistáin, ojciec Sonii

Urodziła się w 1922 roku w rodzinie hiszpańskiego polityka, pisarza i publicysty Luisa Araquistáin (1886–1959). Jej ojciec był członkiem Hiszpańskiej Socjalistycznej Partii Robotniczej. W 1932 roku został ambasadorem Republiki Hiszpanii w Niemczech. W 1936 roku przeniesiono go do Francji, gdzie przebywał do 1937 roku. W 1939 został ambasadorem Republiki Hiszpanii w Wielkiej Brytanii.
W Londynie zamieszkali w kamienicy przy ul. Queensway w dzielnicy Bayswater. Sonia Araquistáin była malarką, posiadała własną pracownię w mieszkaniu przy ul. Bedford Gardens. Czasopismo Sunday Express ujawniło, że dziewczyna interesowała się psychologią, prowadziła także dziennik, w którym próbowała interpretować własne sny.
Rankiem 3 września 1945 roku poprosiła dozorcę kamienicy, przy której mieszkała, o możliwość skorzystania z telefonu (pomimo tego, że w jej mieszkaniu także znajdował się telefon). Po chwili wybiegła z loży naga, a ubrania rozrzuciła biegnąc w górę po schodach. Następnie rzuciła się, według różnych źródeł z dachu lub z okna kamienicy. Świadek zdarzenia, dyrektor firmy przewozowej George Shepard przykrył jej ciało płóciennym workiem ściągniętym ze swojej ciężarówki i wezwał pomoc. Bezpośrednio po upadku Sonia Araquistáin próbowała jeszcze coś powiedzieć, ostatecznie nie udało się jej uratować.
Według Sunday Express, motywem samobójstwa miało być niezrównoważenie psychiczne dziewczyny oraz załamanie spowodowane zawodem miłosnym.
Fotografia Sonii Araquistáin, opublikowana pierwotnie w Daily Express z 4 września 1945 roku, została umieszczona w posłowiu powieści.